# HD50166
HD50166 — хімічно пекулярна зоря спектрального класу
A0 й має видиму зоряну величину в смузі V приблизно  8,8.

## Пекулярний хімічний вміст
Зоряна атмосфера HD50166 має підвищений вміст 
Si
.